# ماكانيون

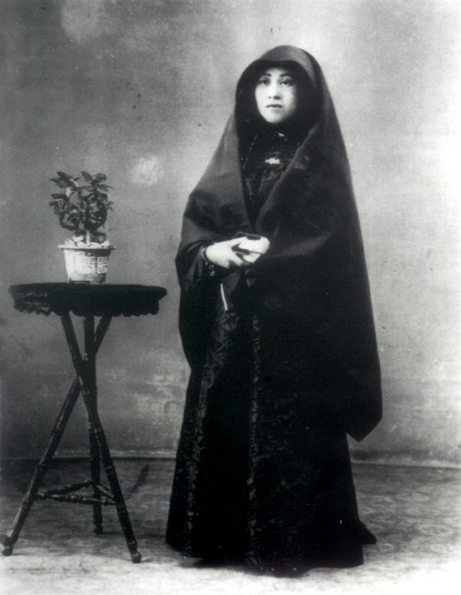
صورة لسيدة من الماكاونيون في لباسها التقليدي، إلتقطت الصورة في القرن العشرين

الماكانيون هم مجموعة إثنية من شرق آسيا نشأت في ماكاو في القرن السادس عشر، تتألف من أشخاص معظمهم من الكانتونيين والبرتغاليين بالإضافة إلى الملايو، واليابانيين، والإنجليز، والسنهاليين، والهنود.

## الثقافة
أفضل توصيف للثقافة الماكانية هي أنها ثقافة صينية لاتينية. تاريخيًا، تكلم الأفراد من أصل ماكاني لغة باتوا، وهي لغة مختلطة برتغالية في الأساس وقد انقرضت الآن تقريبًا. كثيرون يجيدون البرتغالية والكانتونية. حافظ الماكانيون على مطبخ مميز خاص بثقافتهم.

## تاريخ

### البرتغال والفترة الاستعمارية
أسست ماكاو في حوالي سنة 1557 على يد تجار برتغاليين بإذن من حاكم الكانتون الصيني ولاحقًا من الإمبراطور. منذ بدايتها، لم يتم احتلال ماكاو وحتى هجمات الهولنديين في عام 1604، لم يكن لديها حاميات عسكرية. تهيمن الثقافة البرتغالية على الماكانيين، إلا أن الأنماط الثقافية الصينية تتسم بأهميتها أيضًا. شكل مجتمع الماكانيين حلقة وصل بين المستوطنين التجاريين البرتغاليين أو الحكومة الاستعمارية الحاكمة -البرتغاليين الذين لا يعرفون إلا القليل عن الصينيين- والأغلبية الصينية (التي تشكل 90% من السكان) الذين لا يعرفون إلا أقل القليل عن البرتغاليين. يملك بعض الماكانيين إرثًا برتغاليًا من آبائهم. كان بعضهم جنودًا برتغاليين متمركزين في ماكاو كجزء من خدمتهم العسكرية. وبقي العديد منهم في ماكاو بعد انتهاء مدة خدمتهم العسكرية، وتزوجوا من نساء فيها.
نادرًا ما تزوجت النساء الصينيات بالبرتغاليين؛ بدايةً، تزوجت النساء الغوانيات، والسنهاليات (السيلانيات من سري لانكا)، ونساء الهند الصينية، والملايو، واليابانيات من رجال برتغاليين في ماكاو. اختار الرجال البرتغاليون نساءً عبيدًا من الهنود والإندونيسيات والملايو واليابانيات عبدات لهم. اشتروا أيضًا نساء يابانيات في اليابان. وصل إلى ماكاو دفق من العبيد الأفارقة، والعبيد اليابانيين، وكذلك العبيد الكوريين المسيحيين الذين اشتراهم البرتغاليون من اليابانيين بعد تعرضهم للأسر خلال الغزو الياباني لكوريا بين عامي 1592 و1598 في عهد هيده-يوشي. منذ عام 1555 وما بعد، تلقت ماكاو ماكاو نساء مستعبدات من أصل تيموري، فضلًا عن نساء من أصل أفريقي، ومن ملقا والهند. سمح بومبال لماكاو بتلقي دفق من النساء التيموريات. أصبح العديد من الصينيين ماكاويين بمجرد اعتناقهم الكاثوليكية، ولم تكون لهم أية أصول برتغالية، واندمجوا في مجتمع ماكاو بعد أن رفضهم الصينيون غير المسيحيين. كانت أغلبية الزيجات بين البرتغاليين والسكان الأصليين تتم بين رجال برتغاليين ونساء من شعب تانكا، الذين كانوا يعتبرون أدنى فئة من السكان في الصين ولديهم علاقات مع المستوطنين والبحارة البرتغاليين، أو نساء الصينيات من الطبقة الدنيا. كان الرجال الغربيون مثل البرتغاليين يتعرضون للرفض من قبل النساء الصينيات من الدرجة العليا، الذين لم يتزوجوا الأجانب. تمحور الأدب في ماكاو حول علاقات الحب بين نساء تانكا والرجال البرتغاليين، مثل «إيه-تشان، أيه تاكاريرا» بقلم إنريكي دي سينا فرنانديس.
علاوة على ذلك، خلال وسط فترة تجارة مانيلا غاليون، استقر عدد صغير من اللاتينيين في موانئ ماكاو في الصين وتيرنيت في إندونيسيا، اللذان كانا يربطان بشكل ثانوي بين العقد التجارية والطريق التجاري الرئيسي بين مانيلا والفلبين وأكابولكو في المكسيك؛ تزاوج أولئك المستوطنون مع مع مستوطنين برتغاليين ومستوطنين آسيويين مختلفين؛ كان معظم الأمريكيين اللاتينيين الآسيويين من أصل مكسيكي، وبدرجة أقل، من الكولومبيين والبيروفيين الذين شقوا طريقهم إلى آسيا (إلى بصفة رئيسية) في القرن السادس عشر، أما الأمريكيون اللاتينيون الذين أرسلوا الفلبين وماكاو من المستعمرات الإسبانية في أمريكا فكانوا في كثير من الأحيان من المولاتويين، والمستيزو، والشعوب الأمريكية الأصلية. في أعقاب تمرد شيمابارا في عام 1638، تم ترحيل نحو 400 مسيحي ياباني بشكل رسمي إلى ماكاو أو إلى الفلبين الأسبانية، فضلًا عن الضغط على آلاف آخرين بغية تحريضهم على الاغتراب الطوعي.
خلال أواخر القرن التاسع عشر، وعلى نحو متزايد أثناء حكم سالازار بنظامه الفاشي استادو نوفو (الدولة الجديدة)، نشأ معظم الماكانيين على خطى الثقافة البرتغالية، إذ التحقوا بمدارس برتغالية، وشاركوا في الخدمة العسكرية الإلزامية (وقاتل بعضهم في أفريقيا)، واعتنق بعضهم الكاثوليكية. في الثمانينات، لم يحصل معظم سكان جزر ماكاو على تعليم مدرسي صيني رسمي، وبالتالي لم يكن بمقدورهم التحدث باللغة الصينية أو قراءتها أو كتابتها. كانت اللغة الكانتونية المحكية مألوفة إلى حد كبير، وتحدث البعض منهم اللغة بلهجة محلية - المكتسبة إلى حد كبير من أمهاتهم أو مربياتهم.
نظرًا للحضور الكاثوليكي القوي خلال فترة الاستيطان البرتغالي في ماكاو، الذي يعود تاريخه إلى سنة 1557،، اعتنق عدد من الصينيين الكاثوليكية. عدد كبير من الماكانيين اليوم تعود جذورهم إلى أولئك المسيحيين الجدد. اندمج العديد من أولئك الصينيين في مجتمع الماكانيين، فاستغنوا عن كنياتهم الصينية وتبنوا كنيات برتغالية. في الذاكرة الشعبية الماكانوية الجمعية، هناك أنشودة صغيرة حول أبرشية سانت لازاروس، تدعى «جينجياوي»، تشير إلى الأماكن التي عاش بها أولئك الصينيون الذين تحولوا إلى الكاثوليكية. لذلك يعتقد أن كثيرًا من الماكانيين الذين حملوا كنيات مثل روزاريو أو روزا كانوا على الأرجح من أصل صيني. سبب ذلك، هنالك عدد كبير من الأوراسيين الذين يحملون ألقاب (كنيات) برتغالية مثل روزاريو وروزا، وآخرين ممن ليسوا من أصل برتغالي قد يخطئ فيهم الآخرون بأنهم من أصل برتغالي، الأوراسيون والبرتغاليون الذين يحملون ألقابًا برتغالية ينسبون أصولهم إلى جهة الأم. تكشف زيارة إلى القديس ميخائيل مقبرة جبرائيل، المقبرة الكاثوليكية الرئيسية قرب أبرشية القديس لازاروس، عن مقابر تظهر طيفًا واسعًا من الإرث الصيني والبرتغالي: مثل صينيين بأسماء معمودية برتغالية مع أو بدون ألقاب برتغالية، وبرتغاليين متزوجين من كاثوليك صينيين، وغير ذلك.
في منتصف القرن العشرين، مع اندلاع الحرب العالمية الثانية في المحيط الهادئ وانسحاب جمهورية الصين إلى تايوان، شهد الماكانيون ارتفاعًا في أعدادهم من خلال إعادة دمج مجتمعين مختلفين منهم: ماكانيو هونغ كونغ وماكانيو شنغهاي. مع الغزو الياباني لهونغ كونغ في عام 1941، شق الماكانيون طريقهم إلى ماكاو كلاجئين هربًا من الاحتلال. كان أولئك الماكانيون، الذين ضموا الكثير من العمال المهرة وموظفي الخدمة المدنية، يجيدون اللغتين الإنجليزية والبرتغالية، وجلبوا معهم مهارات تجارية وتقنية قيمة إلى المستعمرة. هناك مجموعة أخرى متميزة داخل مجتمع الماكانيين؛ دعيت «شنغهاي البرتغالية»، ضمت المتحدرين من المستوطنين البرتغاليين من شنغهاي والذين عملوا وسطاء بين الأجانب الآخرين والصينيين فيما يدعى «باريس الشرق». هاجروا من شانغهاي إلى ماكاو في عام 1949 مع قدوم الحرس الأحمر. لم يتحدث العديد منهم سوى قليل من البرتغالية، وكانت أصولهم بعيدة عن البرتغال بأجيال عدة، ويتحدثون في الأساس الإنجليزية والشنغهاينية، أو اللغة الصينية الشمالية (الماندرين الصينية). أسس ماكانيو شنغهاي لأنفسهم مكانة من خلال تعليم الإنجليزية في ماكاو. يتفرد أبناء وأحفاد المستوطنين من شانغهاي الذين ولدوا ونشأوا في ماكاو في القدرة على تحدث اللغة البرتغالية.
هاجر عدد من الماكانيين خلال ثورة القرنفل وتسليم ماكاو إلى جمهورية الصين الشعبية، على التوالي. توجهت معظم أبصار المهاجرين إلى البرازيل، والأراضي البرتغالية في أفريقيا، وأستراليا.